# Михайловка (Камышловский район)
Михайловка — деревня Камышловского района Свердловской области. Относится к Галкинскому сельскому поселению.

## География
Деревня Михайловка расположена на левом берегу реки Овинной — левого притока Юрмача. Расстояния от деревни до села Квашнинского — 6 километров, до города Камышлова — 33 километра, до областного города Екатеринбурга — 166 километров.

## История
Деревня Михайловка (Портомойка) основана приблизительно в 1720 году.
По данным на 1908 год, деревня Портомойка относилась к Куровской волости Камышловского уезда и насчитывала 177 дворов, в которых проживало 858 жителей (425 мужчин, 433 женщины). По социальной принадлежности жители деревни относились к бывшим государственным крестьянам. По религиозным взглядам — православные. По этническому составу — русские. Расстояние до ближайшей школы и фельдшерского пункта составляло 7 вёрст (село Куровское), до ближайшей больницы 33 версты (город Камышлов).
Решением Свердловского облисполкома №358 от 29.05.1958 года деревня Портомойка Квашнинского сельсовета переименована в Михайловку.

## Население
| 1908 | 2002 | 2010 | 2021 |
| ---- | ---- | ---- | ---- |
| 858  | ↘96  | ↘59  | ↘24  |

## Инфраструктура
Колхозное хозяйство «Колос», Михайловский ФАП.
Улицы
- Советская
- Уральская
- переулок Совхозный

## Транспорт
Асфальтированная дорога Михайловка — Квашнинское протяжённостью 5 км соединяет деревню с селом Квашнинским и шоссейной дорогой Камышлов — Ирбит.
Грунтовая дорога Михайловка — Першата соединяет деревню с деревней Першата и селом Куровским.